# Грант (город, Миннесота)
Грант (англ. Grant) — город в округе Вашингтон, штат Миннесота, США. На площади 70 км² (66,5 км² — суша, 3,5 км² — вода), согласно переписи 2002 года, проживают 4026 человек. Плотность населения составляет 60,5 чел./км².
- Телефонный код города — 651
- Почтовый индекс — 55082, 55115
- FIPS-код города — 27-25334[1]
- GNIS-идентификатор — 1777317[2]